# 飛騨國ラジオ
飛騨國ラジオ（ひだこくラジオ）は、岐阜放送ラジオで土曜日11時から放送されていたラジオ番組である。2008年4月26日放送終了。

## 概要
- 飛騨國テレビの姉妹番組であり、テレビと同じ土曜日に放送されていた。

## パーソナリティ
- 若山貴嗣（飛騨國テレビと同じ）

※瀬戸はるはTVのみの出演でラジオには出演していないが、少なからずゲスト出演した歴はある。

## 番組内容
- 飛騨情報
- 音楽
- 若山アナのフリートーク
- 飛騨の天気予報（土曜日・日曜日）